# Scotinella pallida
Espèce
Scotinella pallida est une espèce d'araignées aranéomorphes de la famille des Phrurolithidae.

## Distribution
Cette espèce se rencontre aux États-Unis en Caroline du Nord et au Canada en Ontario,.

## Description
La femelle holotype mesure 2,3 mm.
La femelle décrite par Platnick et Chamé-Vázquez en 2024 mesure 2,16 mm.

## Systématique et taxinomie
Cette espèce a été décrite par Banks en 1911.

## Publication originale
- Banks, 1911 : « Some Arachnida from North Carolina. » Proceedings of the Academy of Natural Sciences of Philadelphia, vol. 63, p. 440-456 (texte intégral).